# 飛田愛斗
飛田 愛斗（ひだ まなと、2002年8月1日 - ）は、地方競馬・佐賀競馬場所属の騎手。地方競馬教養センター騎手課程第100期生。

## 来歴
小学校ではテコンドーの全国大会で活躍し、中学では野球に打ち込んでいたが、中学3年生時に父と来た佐賀競馬で見た騎手の姿に憧れ競馬界を志望した。
2020年10月3日、佐賀4R建亥月賞（C2－21組）でキュウシュウダンジに騎乗し初騎乗（12頭立て5番人気6着）。同年10月18日佐賀7Rチャレンジシリーズ（C2－23組）をアメジストヴェイグで優勝（10頭立て1番人気）し、初勝利。
2021年2月25日、佐賀・たんぽぽ賞（交流重賞・九州産限定・3歳限定）を勝利して重賞初勝利を果たすとともに、通算50勝を達成した。
2021年6月27日、佐賀9Rをニンジンムスメで勝利し、697戦目で地方通算100勝を達成した。デビューから268日目の通算100勝達成は金沢の吉原寛人を抜いて地方競馬における歴代最速の記録である。
デビューから1年間で127勝を挙げ、金沢の吉原寛人が持っていた地方最多記録110勝を更新した。
2021年12月28日、ヤングジョッキーズシリーズファイナルラウンドで2勝を挙げ合計65ポイントを獲得してチャンピオンとなった。西日本地区所属の地方競馬騎手の優勝は史上初、同時に佐賀競馬所属の騎手としてJRA東日本地区の競馬場での初勝利を挙げた。なお、本年4月のYJS騎手選定の時点ではまだ減量特典があったため出場騎手に選ばれたが、同年6月に通算100勝を達成し減量が取れたためデビュー2年目ながらYJSに出場できるのはこれが最初で最後の機会であった。
2022年4月よりスポニチ西部版で第4火曜日に「飛田愛斗のマナトーク」を連載中。

## 主な騎乗馬
- イロエンピツ（2021年たんぽぽ賞）
- ドラゴンゲート（2021年ウインターチャンピオン、佐賀がばいダッシュ）
- タケノサイコウ（2021年カペラ賞、2022年たんぽぽ賞、2023年佐賀オータムスプリント）
- パイロキネシスト（2022年佐賀スプリングカップ）
- ザビッグレディー（2022年佐賀皐月賞）
- イチノコマチ（2022年九州ジュニアチャンピオン）[8]
- ディーディーデイ（2023年飛燕賞）
- テイエムフェロー（2024年佐賀がばいスプリント、吉野ヶ里記念）
- ビキニボーイ（2025年吉野ヶ里記念）